# (4778) Fuss
(4778) Fuss (1978 TV8) – planetoida z pasa głównego asteroid okrążająca Słońce w ciągu 5,61 lat w średniej odległości 3,16 j.a. Odkryta 9 października 1978 roku.